# Raluca Ciufrilă
Raluca Ciufrila (* 18. Januar 1997) ist eine ehemalige rumänische Tennisspielerin.

## Karriere
Ciufrila spielte vor allem auf der ITF Women’s World Tennis Tour, wo sie drei Titel im Doppel gewann.

## Turniersiege

### Doppel
| Nr. | Datum              | Turnier   | Kategorie   | Belag | Partnerin            | Finalgegnerin                     | Ergebnis          |
| --- | ------------------ | --------- | ----------- | ----- | -------------------- | --------------------------------- | ----------------- |
| 1.  | 14. September 2014 | Bukarest  | ITF $10.000 | Sand  | Andreea Ghițescu     | Ioana Ducu Julia Helbet           | 6:72, 6:1, [10:7] |
| 2.  | 25. Juli 2015      | Târgu Jiu | ITF $10.000 | Sand  | Ioana Loredana Roșca | Julieta Estable Daniela Farfán    | 4:6, 7:64, [10:6] |
| 3.  | 1. August 2015     | Târgu Jiu | ITF $10.000 | Sand  | Ioana Loredana Roșca | Ana Bianca Mihăilă Giulia Pairone | 6:4, 6:74, [10:5] |